# Старая Жучка
Старая Жучка — местность в городе Черновцы, которая сначала развивалась как отдельная деревня. После присоединения к Черновцам в 1965 году стала жилым микрорайоном города.

## Название
В исторических документах встречаются разные варианты написания названия села — Жушка (1752), Джушка (1758), Шушка (1785). Его название вероятно происходило от небольшой реки, которая протекала через деревню и в свое время называлась «Журчка» или «Джурчка». По другой версии название села происходит от имени первого владельца. Позже, в повседневном употреблении название постепенно видоизменилось на современное.
В XIX веке село стали называть Старой Жучкой, для отличия от соседнего нового поселения — Новой Жучки.
В межвоенный период румынские власти переименовали село в Моший Веки . Это название позаимствовали от одного из углов села Мушии (название вероятно происходит от имени жителей), толкуя его как производное от рум. « Mosie» (рус. имение). Однако название не прижилось среди жителей.

## История
Первое упоминание о поселении датируется 1537 годом, когда оно было упомянуто в грамоте молдавского хозяина Петра Рареша. Упоминается село и французским картографом Гийомом де Бопланом в 1620 году.
Напротив села находился паром, обеспечивавший возможность переправы на другой берег реки Прут. Сначала паром находился в княжеской собственности, а с середины XVIII века он был передан монастырю Гореча.
По переписи 1900 года в селе Старая Жучка Черновицкого уезда было 707 домов, проживало 3278 жителей: 3039 украинцев, 56 немцев, 41 еврей, 38 поляков.
В свое время в селе действовал ряд промышленных объектов: винокурня по производству спирта (вероятно первый промышленный объект на территории современных Черновцов), один из крупнейших в Румынии сахароваренный (ежегодно здесь производилось две тысячи вагонов нерафинированного сахара), пивоваренный завод. В 1923 году здесь была основана молочарня Комаровского, которая стала известна под маркой «Элка». Впоследствии эта молочарня открыла свои филиалы во многих деревнях Буковины.
В 1940—1941 годах на территории села расположился советский военный аэродром, который был полностью разрушен немецкими бомбардировщиками 22 июня 1941 года.
После завершения Второй мировой войны, в августе 1949 года Старая Жучка была впервые присоединена к городу Черновцы, однако уже 22 июня 1959 года она была вновь исключена из состава города и отнесена к Садгорскому району. Несколько позже село присоединили к городу Садгора, а в 1965 году, вместе с ним, снова включили в состав города Черновцы .